# Оса-дос-Ріос
Оса-дос-Ріос (гал. Oza dos Ríos, ісп. Oza de los Ríos) — муніципалітет в Іспанії, у складі автономної спільноти Галісія, у провінції Ла-Корунья. Населення — 3202 осіб (2009).
Муніципалітет розташований на відстані близько 486 км на північний захід від Мадрида, 23 км на південний схід від Ла-Коруньї.
Муніципалітет складається з таких паррокій: Бандоша, Сіс, Куїнья, Мондой, Оса, Парада, Порсомільйос, Реборедо, А-Регейра, Родейро, Сальто, Вівенте.

## Демографія
Динаміка населення (INE ):

## Галерея зображень

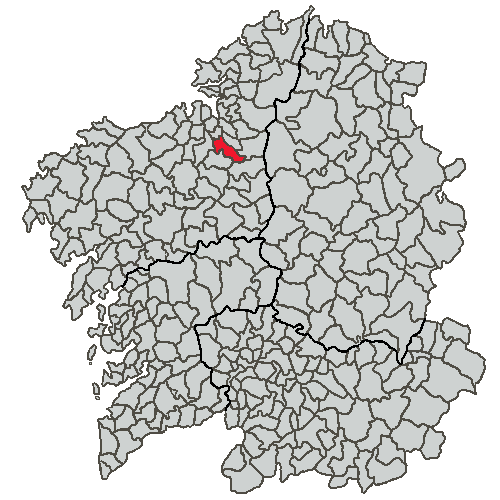
Розташування муніципалітету
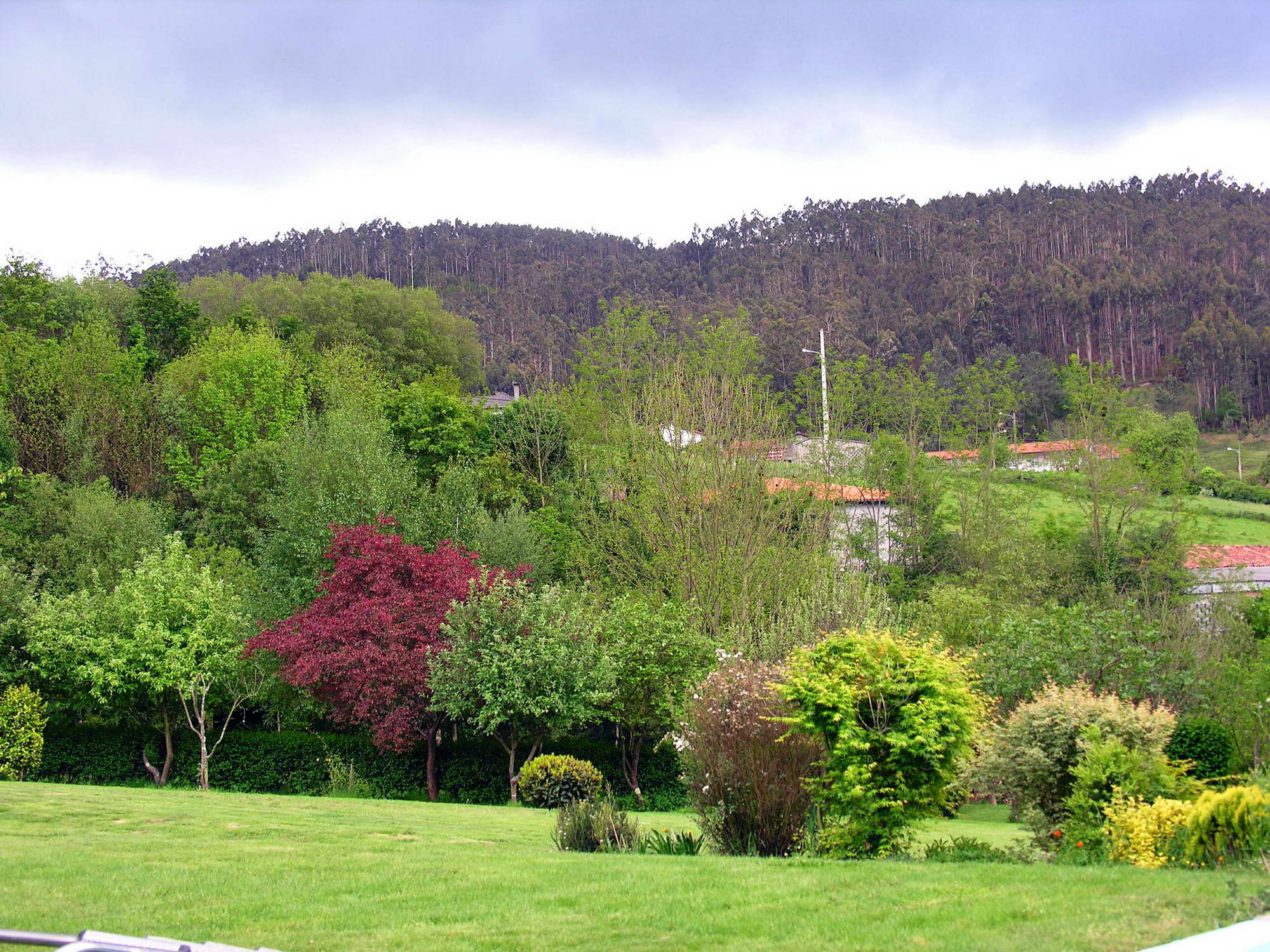
Мандайо
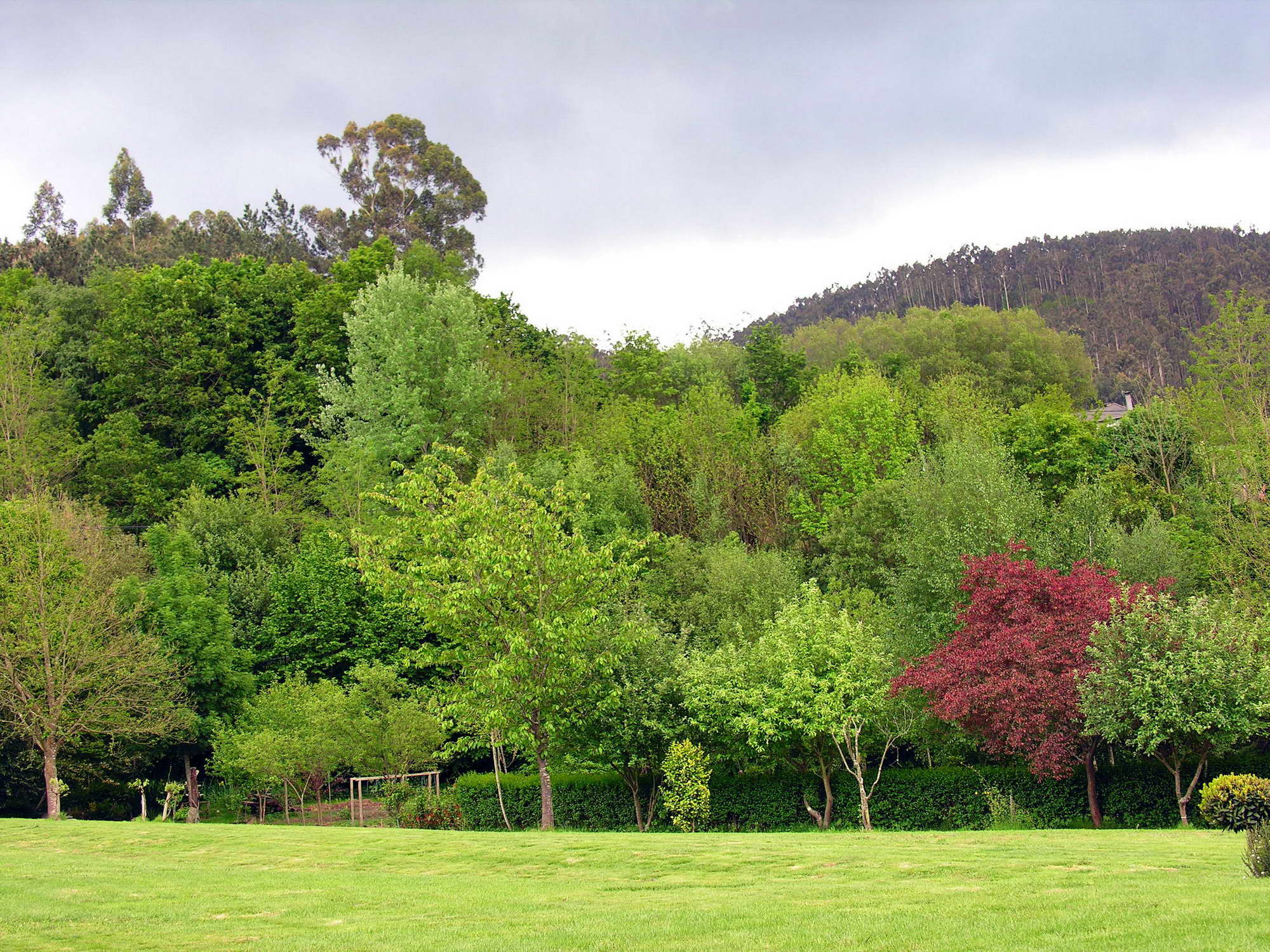
Пейзаж